# 20-та паралель південної широти
20-та паралель південної широти — лінія широти, що лежить на 20 градусів південніше земної екваторіальної площини. Вона проходить через Атлантичний океан, Африку, Індійський океан, Австралазію, Тихий океан та Південну Америку.

## Список географічних об'єктів, що перетинає 20° пд. ш.
Починаючи з Гринвіцького меридіану та рухаючись на схід, 20-та паралель південної широти проходить через:
| Координати                                                   | Країна, територія або море | Примітки |
| ------------------------------------------------------------ | -------------------------- | --- |
| 20°0′ пд. ш. 0°0′ сх. д. / 20.000° пд. ш. 0.000° сх. д.      | Атлантичний океан          | |
| 20°0′ пд. ш. 13°1′ сх. д. / 20.000° пд. ш. 13.017° сх. д.    | Намібія                    | Кунене Очосондьюпа |
| 20°0′ пд. ш. 21°0′ сх. д. / 20.000° пд. ш. 21.000° сх. д.    | Ботсвана                   | Ганзі Центр |
| 20°0′ пд. ш. 26°55′ сх. д. / 20.000° пд. ш. 26.917° сх. д.   | Зімбабве                   | |
| 20°0′ пд. ш. 33°1′ сх. д. / 20.000° пд. ш. 33.017° сх. д.    | Мозамбік                   | |
| 20°0′ пд. ш. 34°45′ сх. д. / 20.000° пд. ш. 34.750° сх. д.   | Мозамбіцька протока        | |
| 20°0′ пд. ш. 44°28′ сх. д. / 20.000° пд. ш. 44.467° сх. д.   | Мадагаскар                 | Проходить через острів Мадагаскар |
| 20°0′ пд. ш. 48°47′ сх. д. / 20.000° пд. ш. 48.783° сх. д.   | Індійський океан           | |
| 20°0′ пд. ш. 57°35′ сх. д. / 20.000° пд. ш. 57.583° сх. д.   | Маврикій                   | Проходить через острів Маврикій |
| 20°0′ пд. ш. 57°38′ сх. д. / 20.000° пд. ш. 57.633° сх. д.   | Індійський океан           | |
| 20°0′ пд. ш. 119°5′ сх. д. / 20.000° пд. ш. 119.083° сх. д.  | Австралія                  | Західна Австралія |
| 20°0′ пд. ш. 119°22′ сх. д. / 20.000° пд. ш. 119.367° сх. д. | Індійський океан           | |
| 20°0′ пд. ш. 119°44′ сх. д. / 20.000° пд. ш. 119.733° сх. д. | Австралія                  | Західна Австралія Північна Територія Квінсленд |
| 20°0′ пд. ш. 148°16′ сх. д. / 20.000° пд. ш. 148.267° сх. д. | Коралове море              | |
| 20°0′ пд. ш. 148°26′ сх. д. / 20.000° пд. ш. 148.433° сх. д. | Австралія                  | Квінсленд — проходить через острів Глостер[en] |
| 20°0′ пд. ш. 148°28′ сх. д. / 20.000° пд. ш. 148.467° сх. д. | Тихий океан                | Коралове море Природить південніше рифа Маріон, Острови Коралового моря, Австралія Проходить південніше острівців Муяж[en], Нова Каледонія Проходить північніше острова Бааба[fr], Нова Каледонія Проходить між островами Танна та Анейтьюм, Вануату |
| 20°0′ пд. ш. 170°0′ сх. д. / 20.000° пд. ш. 170.000° сх. д.  | Тихий океан                | Проходить між островами Ватоа[en] та Оно-і-Лау[en], Фіджі Проходить повз острови Хаапай, Тонга |
| 20°0′ пд. ш. 158°8′ зх. д. / 20.000° пд. ш. 158.133° зх. д.  | Острови Кука               | Проходить через острів Атіу[en] |
| 20°0′ пд. ш. 158°4′ зх. д. / 20.000° пд. ш. 158.067° зх. д.  | Тихий океан                | Проходить між атолами Херехеретуе[en] та Ануанураро[en], Французька Полінезія Проходить між атолами Ахунуї[en] та Ванавана, Французька Полінезія |
| 20°0′ пд. ш. 70°7′ зх. д. / 20.000° пд. ш. 70.117° зх. д.    | Чилі                       | Тарапака |
| 20°0′ пд. ш. 68°33′ зх. д. / 20.000° пд. ш. 68.550° зх. д.   | Болівія                    | |
| 20°0′ пд. ш. 61°53′ зх. д. / 20.000° пд. ш. 61.883° зх. д.   | Парагвай                   | |
| 20°0′ пд. ш. 58°10′ зх. д. / 20.000° пд. ш. 58.167° зх. д.   | Болівія                    | |
| 20°0′ пд. ш. 57°52′ зх. д. / 20.000° пд. ш. 57.867° зх. д.   | Бразилія                   | Мату-Гросу-ду-Сул Сан-Паулу Мінас-Жерайс — проходить через Белу-Оризонті Еспіриту-Санту |
| 20°0′ пд. ш. 39°44′ зх. д. / 20.000° пд. ш. 39.733° зх. д.   | Атлантичний океан          | |